# Án lệ 71/2024/AL
Án lệ 71/2024/AL về việc đình chỉ giải quyết vụ án với lý do sự việc đã được giải quyết bằng quyết định có hiệu lực của cơ quan nhà nước có thẩm quyền và không thuộc thẩm quyền giải quyết của Tòa án là án lệ thứ 71 thuộc lĩnh vực dân sự của hệ thống pháp luật Việt Nam, được Hội đồng Thẩm phán Tòa án nhân dân tối cao thông qua, Chánh án Nguyễn Hòa Bình ra quyết định công bố ngày 15 tháng 5 năm 2024, và có hiệu lực cho tòa án các cấp trong cả nước nghiên cứu, áp dụng trong xét xử từ ngày 15 tháng 6 năm 2024. Án lệ này dựa trên nguồn án là Quyết định giám đốc thẩm số 14/2022/DS-GĐT ngày 28 tháng 4 năm 2022 của Hội đồng Thẩm phán Tòa án nhân dân tối cao, nội dung xoay quanh vụ án dân sự không thuộc thẩm quyền giải quyết của Tòa án, vụ án đã được giải quyết bằng quyết định có hiệu lực của cơ quan nhà nước có thẩm quyền, và đình chỉ giải quyết vụ án. Năm Thẩm phán Tòa án nhân dân tối cao xét xử giám đốc thẩm vụ án này đã đề xuất lựa chọn nguồn án này làm án lệ.
Chủ đồn điền Đồng Nai sở hữu đất cao su diện tích lớn từ những năm 70. Từ năm 1975, một gia đình vào Nam lập nghiệp, ban đầu làm công cho chủ đồn điền, sau đó cư trú, trồng trọt trên mảnh đất của đồn điền và được chủ đồn điền biết, có giấy giao đất viết tay, hai bên không tranh chấp. Sau đó 20 năm, tranh chấp bắt đầu xảy ra khi chủ đồn điền muốn đòi lại mảnh đất mà gia đình lập nghiệp cư trú khi mà mảnh đất này được chính quyền địa phương cấp giấy chứng nhận quyền sử dụng đất cho gia đình lập nghiệp. Vụ án khởi đầu từ khiếu nại hành chính lên Ủy ban nhân cấp huyện, cấp tỉnh rồi chuyển sang khởi kiện tòa cấp tỉnh, phúc thẩm ở tòa cấp cao rồi kháng nghị, giám đốc thẩm ở tòa tối cao với kết quả cuối cùng là kết luận vụ án không thuộc thẩm quyền của Tòa án, đã được giải quyết ở các quyết định hành chính của cơ quan hành chính nhà nước.

## Nội dung vụ án
Tại Đồng Nai, gia đình Nguyễn Tấn K, Thái Thị H1 có một đồn điền cao su lớn. Sau khi vợ chồng K, H chết thì đồn điền được để lại cho con trai là Nguyễn Tấn T và con dâu Đặng Thị Thu H. Năm 1975, gia đình Nguyễn Thị C từ quê vào miền Nam lập nghiệp ở Quang Trung, Thống Nhất, Đồng Nai. Thời gian đầu lập nghiệp, gia đình Nguyễn Thị C xin làm công nhân cạo mủ cho đồn điền cao su của vợ chồng Nguyễn T, Đặng H, đồng thời cư ngụ tại đồn điền. Cũng từ thời điểm này, gia đình đã phát cỏ, canh tác trồng hoa màu (khoai lang, đậu, bắp) trên chính mảnh đất mà mình cư ngụ, đồng thời được gia đình chủ đồn điền Nguyễn T, Đặng H biết. Sau đó 20 năm, vào thời điểm 1994—1995, tranh chấp đất đai giữa chủ đồn điền và gia đình Nguyễn C đã bắt đầu khi mà chủ đồn điền đòi lại phần đất gia đình Nguyễn C cư ngụ (từ 1975) trên đồn điền. Năm 2000, gia đình chủ đồn điền bắt đầu kiện gia đình Nguyễn C.

## Tranh tụng

### Nguyên đơn
Tại các đơn kiện, đơn khởi kiện, Luật sư Sin Thoại Khánh đại diện theo ủy quyền của nguyên đơn chủ đồn điền trình bày rằng: đồn điền cao su được gia đình Nguyễn K, Thái H1 có được thông qua nhận chuyển nhượng từ các chủ đồn điền khác, đã đăng ký, kê khai sử dụng toàn bộ diện tích đất này với chính quyền địa phương. Khi vợ chồng Nguyễn K, Thái H1 chết thì nguyên đơn thừa kế, đã đăng ký, kê khai ruộng đất và được Ủy ban nhân dân xã Quang Trung cấp giấy chứng nhận quyền sử dụng đất ngày 11 tháng 7 năm 1992. Nguyên đơn khẳng định rằng toàn bộ diện tích đất luôn được nguyên đơn quản lý, sử dụng ổn định. Ngày 8 tháng 12 năm 1987, gia đình bị đơn gặp nhiều khó khăn nên nguyên đơn cho bị đơn tạm thời canh tác trên diện tích đất khoảng 2,5 sào để sản xuất hoa màu làm kinh tế, phụ gia đình. Quá trình canh tác, bị đơn đã lấn chiếm thêm đất của nguyên đơn, đồng thời xây dựng nhà kiên cố trên đất mượn. Mặc dù, đất tranh chấp năm 1992 nhưng không hiểu vì sao năm 1993 bị đơn vẫn kê khai nộp được thuế. Ngày 9 tháng 10 năm 1998, bị đơn làm đơn xin cấp giấy chứng nhận quyền sử dụng đất. Diện tích đất bị đơn xin cấp giấy chứng nhận quyền sử dụng đất là bị đơn mượn của nguyên đơn để canh tác, đất nằm trong hành lang lộ giới và đất đang có tranh chấp nhưng không hiểu sao Hội đồng xét duyệt cấp Giấy chứng nhận quyền sử dụng đất xã lại xác nhận nguồn gốc đất của nguyên đơn có "nguồn gốc nguyên đơn cho năm 1987 và bị đơn sử dụng ổn định phù hợp với quy hoạch". Ngày 9 tháng 8 năm 2002, Ủy ban nhân dân huyện Thống Nhất cấp giấy chứng nhận quyền sử dụng đất cho bị đơn với diện tích 2.526 m². Ngày 21 tháng 12 năm 2006, Ủy ban nhân dân huyện Thống Nhất cấp lại giấy chứng nhận quyền sử dụng đất cho bị đơn với diện tích 1.962 m² đất. Nguyên đơn đã nhiều lần yêu cầu trả toàn bộ thửa đất nêu trên, nhưng bị đơn không trả. Do đó, nguyên đơn đề nghị Tòa án buộc bị đơn trả toàn bộ diện tích đất này.

### Bị đơn
Bị đơn trình bày rằng trên thực tế, bị đơn không rõ đất mình cư ngụ và canh tác thuộc quyền quản lý của ai. Lúc đó, nguyên đơn sinh sống ở Thành phố Hồ Chí Minh thỉnh thoảng có về trông coi đất và nói rằng đó là đất của nguyên đơn nên bị đơn có ngỏ lời xin đất này để canh tác và được nguyên đơn đồng ý. Ngày 8 tháng 12 năm 1987, nguyên đơn viết "Giấy xác nhận" cho bị đơn diện tích đất nêu trên. Sau khi có giấy này, gia đình bị đơn tiếp tục quản lý và canh tác trồng tiêu, cà phê trên đất. Năm 1994—1995, nguyên đơn có nhu cầu nới rộng diện tích trồng cao su nên có liên hệ với Ủy ban nhân dân xã mời các hộ sinh sống trên đất tiếp giáp với vườn cây cao su để thương lượng đền bù (trong đó có hộ gia đình bị đơn) nhưng bị đơn không đồng ý thương lượng vì ngoài diện tích đất nêu trên thì bị đơn không còn diện tích đất nào khác để canh tác. Năm 1995, nguyên đơn đã tranh chấp với bị đơn. Lần lượt ngày 21 tháng 11 năm 2000, ngày 19 tháng 12 năm 2001, Ủy ban nhân dân huyện Thống Nhất, Ủy ban nhân dân tỉnh Đồng Nai ban hành các quyết định hành chính bác đơn khiếu nại của nguyên đơn về việc tranh chấp diện tích đất đã cho bị đơn từ năm 1987. Do đó, bị đơn không đồng ý với yêu cầu đòi đất của nguyên đơn.

## Tiền giám đốc thẩm
Ngày 31 tháng 10 năm 2018, tại phiên sơ thẩm ở trụ sở số 310 Cách mạng tháng Tám, khu phố 1, Biên Hòa, Tòa án nhân dân tỉnh Đồng Nai quyết định đình chỉ giải quyết vụ án dân sự sơ thẩm, tuyên các đương sự không có quyền khởi kiện yêu cầu Tòa án giải quyết lại vụ án dân sự này.
Ngày 12 tháng 12 năm 2018, nguyên đơn đệ đơn kháng cáo lên Tòa án nhân dân cấp cao tại Thành phố Hồ Chí Minh đối với Quyết định đình chỉ vụ án của Tòa Đồng Nai. Ngày 8 tháng 5 năm 2019, tại phiên phúc thẩm ở trụ sở số 8 đường 57-CL, khu phố 3, Thủ Đức, Tòa cấp cao quyết định chấp nhận kháng cáo của nguyên đơn và chuyển hồ sơ vụ án cho Tòa Đồng Nai tiếp tục giải quyết vụ án theo quy định của pháp luật.
Sau khi có quyết định giải quyết việc kháng cáo đối với quyết định đình chỉ giải quyết vụ án của Tòa cấp cao, Chánh án Tòa Đồng Nai đã kiến nghị với Chánh án Tòa án nhân dân tối cao đề nghị kháng nghị quyết định của Tòa cấp cao tại Thành phố Hồ Chí Minh theo thủ tục giám đốc thẩm. Sau đó, Chánh án Tòa tối cao Nguyễn Hòa Bình quyết định kháng nghị quyết định của Tòa cấp cao, đề nghị Hội đồng Thẩm phán Tòa án nhân dân tối cao xét xử giám đốc thẩm, hủy quyết định của Tòa cấp cao và giữ nguyên quyết định đình chỉ giải quyết vụ án dân sự của Tòa Đồng Nai.

## Giám đốc thẩm
Ngày 28 tháng 4 năm 2022, với yêu cầu kháng nghị của Chánh án Tòa tối cao, Hội đồng Thẩm phán đã nhất trí mở phiên xét xử giám đốc thẩm tại trụ sở tòa ở số 48 đường Lý Thường Kiệt, Hoàn Kiếm, Hà Nội.

### Nhận định của tòa án
Hội đồng xét xử, nội dung nhận định.
Năm 1995, thửa đất tranh chấp chưa được cấp giấy chứng nhận quyền sử dụng đất, nguyên đơn đã tranh chấp quyền sử dụng thửa đất với bị đơn nên thẩm quyền giải quyết tranh chấp đất đai thuộc Ủy ban nhân dân huyện Thống Nhất. Ngày 21 tháng 11 năm 2000, Ủy ban nhân dân huyện Thống Nhất có quyết định giải quyết khiếu nại, bác đơn khiếu nại của nguyên đơn về việc đòi lại diện tích đất mà nguyên đơn đã viết giấy cho bị đơn ngày 8 tháng 12 năm 1987. Không đồng ý với quyết định này, nguyên đơn tiếp tục khiếu nại đến Chủ tịch Ủy ban nhân dân tỉnh Đồng Nai. Ngày 19 tháng 12 năm 2001, Chủ tịch Ủy ban nhân dân tỉnh Đồng Nai có quyết định giải quyết khiếu nại, theo đó công nhận quyết định của Chủ tịch Ủy ban nhân dân huyện Thống Nhất về việc giải quyết khiếu nại là đúng với quy định của pháp luật, bác đơn khiếu nại của nguyên đơn.
Như vậy, Hội đồng Thẩm phán nhận định rằng diện tích đất tranh chấp đã được giải quyết tại quyết định của Chủ tịch Ủy ban nhân dân tỉnh Đồng Nai có hiệu lực thi hành. Ngày 4 tháng 8 năm 2002, bị đơn được cấp giấy chứng nhận quyền sử dụng đất. Ngày 21 tháng 12 năm 2006, bị đơn được cấp đổi lại giấy chứng nhận quyền sử dụng đất. Do đó, Tòa Đồng Nai đình chỉ giải quyết vụ án theo quy định tại điểm c khoản 1 Điều 192 và điểm g khoản 1 Điều 217 Bộ luật Tố tụng dân sự năm 2015 là đúng bởi tòa án không có thẩm quyền, Tòa án nhân dân cấp cao tại Thành phố Hồ Chí Minh hủy quyết định đình chỉ giải quyết vụ án dân sự của Tòa Đồng Nai và chuyển hồ sơ vụ án cho Tòa Đồng Nai tiếp tục giải quyết vụ án theo quy định của pháp luật là không có cơ sở.

### Quyết định
Với những nhận định trong phiên giám đốc thẩm, Hội đồng xét xử ban hành quyết định chấp nhận kháng nghị của Chánh án Tòa tối cao, hủy quyết định của Tòa án nhân dân cấp cao tại Thành phố Hồ Chí Minh, giữ nguyên quyết định đình chỉ giải quyết vụ án dân sự của Tòa án nhân dân tỉnh Đồng Nai.

## Hình thành án lệ
Sau khi ban hành quyết định giám đốc thẩm, các thẩm phán của Hội đồng thẩm phán trong phiên giám đốc thẩm đã đề xuất lựa chọn quyết định giám đốc thẩm của vụ án dân sự này làm án lệ để xác định trường hợp Tòa án đình chỉ giải quyết vụ án do đã có quyết định hành chính có hiệu lực được ban hành bởi cơ quan hành chính nhà nước có thẩm quyền, là một trong bảy đề xuất án lệ năm 2024. Ngày 19 tháng 2 năm 2024, Hội đồng Thẩm phán Tòa án nhân dân tối cao đã khai mạc phiên họp toàn thể lần thứ nhất năm 2024, kéo dài từ 19—23 tháng 2, cho ý kiến đối với các Luật và 7 dự thảo án lệ. Tại phiên họp, Hội đồng Thẩm phán quyết định thực hiện quy trình rút gọn đối với 7 bản án, thông qua quyết định giám đốc thẩm được Hội đồng xét xử của Hội đồng Thẩm phán, của Ủy ban Thẩm phán Tòa án nhân dân cấp cao tại Hà Nội và Thành phố Hồ Chí Minh đề xuất, chính thức là Án lệ 71/2024/AL và Án lệ 72/2024/AL.